# ریچارد جی میبری
ریچارد جی می‌بری (انگلیسی: Richard J. Maybury؛ زادهٔ ۳۰ نوامبر ۱۹۴۵) یک پدیدآور اهل ایالات متحده آمریکا است. وی دست‌کم ۲۲ کتاب را به رشتهٔ تحریر درآورده است که کتاب‌های سری «عمو اریک» او بیش از پانصد هزار جلد به فروش رفت.